# Lesson No. 1
Lesson No. 1 fu il primo EP solista del musicista no wave e d'avanguardia Glenn Branca, registrato nel marzo 1980 e prodotto dalla 99 Records su 12". L'album fu poi rimasterizzato e ristampato dalla Acute Records, con un brano in più intitolato Bad Smells. Nel 2014 la Superior Viaduct ristampò il disco nella versione originale 12", trasformandolo in un doppio EP ed inserendo Bad Smells nel secondo disco.

## Tracce
1. Lesson No. 1 for Electric Guitar
2. Dissonance
3. Bad Smells  presente solo nelle ristampe